# 미워할 수 없는 너
"미워할 수 없는 너"는 1981년에 개봉한 대한민국의 영화이다.

## 캐스팅
- 신영일 : 정우진 역
- 유지인
- 김자옥
- 김윤미
- 김화란
- 최병철
- 강계식
- 박철민
- 김효천
- 한대진